# Scarlatti
A Scarlatti olasz családnév.

## Híres Scarlatti nevű személyek
- Alessandro Scarlatti (1660–1725) operáiról ismert barokk zeneszerző
- Francesco Scarlatti (1666–1741) barokk zeneszerző, Alessandro testvére
- Pietro Filippo Scarlatti (1679–1750) barokk zeneszerző, Alessandro fia
- Domenico Scarlatti (1685–1757) csembalószonátáiról ismert barokk zeneszerző, Alessandro fia
- Giuseppe Scarlatti (1718 vagy 1723–1777) barokk zeneszerző, valószínűleg Domenico unokatestvére
- Giorgio Scarlatti (1921-1990) Formula–1-es olasz pilóta